# Oulad Berhil
Oulad Berhil (arabiska: أولاد برحيل) är en stad i Marocko. Den ligger i provinsen Taroudannt och regionen Souss-Massa, 400 km söder om huvudstaden Rabat. Antalet invånare var 24 288 vid folkräkningen 2014.